# Winnertzia quercicola
Winnertzia quercicola är en tvåvingeart som beskrevs av Jean-Jacques Kieffer 1913. Winnertzia quercicola ingår i släktet Winnertzia och familjen gallmyggor.
Artens utbredningsområde är Frankrike. Inga underarter finns listade i Catalogue of Life.